# Manoir du Broutay
Le manoir du Broutay est un ancien manoir situé à La Croix-Helléan en France.

## Localisation
Le manoir est situé sur le territoire de la commune de La Croix-Helléan, au lieu-dit Le Broutay, dans le département du Morbihan en région Bretagne.

## Description
Le manoir est mentionné dès le XIVe siècle, aux Herbaut puis aux Quelen. Détruit sauf la chapelle du XVIIe siècle. Construction selon un plan allongé. Toiture à longs pans ; pignon couvert,,.

## Historique
Le manoir est inscrit à l'inventaire général du patrimoine culturel.